# División de Honor Plata femenina de balonmano 2020-21
La División de Honor Plata femenina de balonmano 2020-21 es una temporada de la competición de liga de la segunda categoría del balonmano femenino en España, la División de Honor Plata femenina de balonmano.

## Equipos
| Grupo A                             |  | Grupo B                                      |
| ----------------------------------- |  | -------------------------------------------- |
| Lanzarote Zonzamas                  |  | Lagunak                                      |
| HBC'74 Avia IEN                     |  | Club Balonmano San Adrián                    |
| Oviedo Balonmano Femenino           |  | Unizar Dominicos                             |
| Asmbual Meaño                       |  | El Pendo Camargo                             |
| Balonmano Salud Tenerife            |  | Grafometal La Rioja                          |
| Comercial Ulsa Hand Vall Valladolid |  | Schär Zaragoza                               |
| BM Palencia Turismo                 |  | Ermuko Errotabarri EKE                       |
| Club Balonmano Gijón                |  | Aiala Zarautz Z.K.E.                         |
| Rodríguez Cleba                     |  | Kukullaga Etxebarri                          |
| Rubensa BM Porriño                  |  | Gurpea Beti-Onak                             |
| Club Siero Deportivo Balonmano      |  | Loizaga Const. Castro-Urdiales               |
| SAR Rodavigo                        |  | BM. Loyola                                   |
| CDEC Lavadores Vigo                 |  | Omega Peripherals Basauri                    |
| A.D. Carballal                      |  | Gaurve Asesores Elgoibar                     |
| Grupo C                             |  | Grupo D                                      |
| Joventut Handbol Mataró             |  | Rincón Fertilidad Málaga Norte               |
| BM Castellón                        |  | Ikasa BM Madrid                              |
| Cbm Femenino Elda Prestigio         |  | Jesmon BM Leganés                            |
| Handbol Sant Quirze                 |  | Soliss BM Pozuelo de CVA                     |
| Handbol Sant Joan Despí             |  | Balonmano Universidad de Granada             |
| Handbol Sant Vicenç                 |  | Santagadea Sport BM Sanse                    |
| Club Almassora Balonmano            |  | UCAM Balonmano Murcia                        |
| BM Servigroup Benidorm              |  | Core Global BM Parla                         |
| OAR Gracia Sabadell                 |  | Vino Doña Berenguela BM. Bolaños             |
| CH Amposta                          |  | Balonmano Base Villaverde                    |
| Avannubo BM la Roca                 |  | Senator Hoteles BM Roquetas Bahía de Almería |
| Grupo USA Handbol Mislata           |  | Fuengirola un Sol de Ciudad                  |
| Club Handbol Gavà                   |  | Club Balonmano Getasur                       |
| Associació Lleidetana               |  | Ikersa Urci Almería                          |

## Liga regular

### Grupo A
|                                                                     | Equipo                              | Puntos | J  | G  | E | P  | GF  | GC  | DG  |
| ------------------------------------------------------------------- | ----------------------------------- | ------ | -- | -- | - | -- | --- | --- | --- |
| 1                                                                   | Lanzarote Zonzamas                  | 25     | 13 | 12 | 1 | 0  | 407 | 248 | 159 |
| 2                                                                   | Rodríguez Cleba                     | 21     | 12 | 10 | 1 | 1  | 404 | 298 | 106 |
| 3                                                                   | Oviedo Balonmano Femenino           | 20     | 11 | 10 | 0 | 1  | 312 | 229 | 83  |
| 4                                                                   | Rubensa BM Porriño                  | 16     | 13 | 8  | 0 | 5  | 321 | 283 | 38  |
| 5                                                                   | Comercial Ulsa Hand Vall Valladolid | 15     | 13 | 7  | 1 | 5  | 357 | 333 | 24  |
| 6                                                                   | Siero Deportivo Balonmano           | 14     | 13 | 7  | 0 | 6  | 329 | 372 | -43 |
| 7                                                                   | Club Balonmano Gijón                | 13     | 12 | 6  | 1 | 5  | 291 | 320 | -29 |
| 8                                                                   | Balonmano Salud Tenerife            | 12     | 13 | 6  | 0 | 7  | 344 | 357 | -13 |
| 9                                                                   | SAR Rodavigo                        | 11     | 13 | 4  | 3 | 6  | 321 | 347 | -26 |
| 10                                                                  | HBC'74 Avia IEN                     | 8      | 13 | 4  | 0 | 9  | 260 | 293 | -33 |
| 11                                                                  | A.D. Carballal                      | 6      | 13 | 4  | 0 | 9  | 315 | 360 | -45 |
| 12                                                                  | BM Palencia Turismo                 | 5      | 13 | 2  | 1 | 10 | 297 | 363 | -66 |
| 13                                                                  | CDEC Lavadores Vigo                 | 4      | 13 | 3  | 0 | 10 | 280 | 349 | -69 |
| 14                                                                  | Asmbual Meaño                       | 4      | 13 | 2  | 0 | 11 | 310 | 396 | -86 |
| Fuente: Federación Española de Balonmano (actualización automática) |                                     |        |    |    |   |    |     |     |     |

### Grupo B
|                                                                     | Equipo                         | Puntos | J  | G  | E | P  | GF  | GC  | DG  |
| ------------------------------------------------------------------- | ------------------------------ | ------ | -- | -- | - | -- | --- | --- | --- |
| 1                                                                   | Grafometal La Rioja            | 26     | 13 | 13 | 0 | 0  | 405 | 259 | 146 |
| 2                                                                   | Gurpea Beti-Onak               | 22     | 13 | 11 | 0 | 2  | 325 | 262 | 63  |
| 3                                                                   | Kukullaga Etxebarri            | 18     | 13 | 9  | 0 | 4  | 331 | 286 | 45  |
| 4                                                                   | Ermuko Errotabarri EKE         | 15     | 13 | 7  | 1 | 5  | 308 | 279 | 29  |
| 5                                                                   | Aiala Zarautz Z.K.E.           | 15     | 12 | 7  | 1 | 4  | 294 | 244 | 50  |
| 6                                                                   | El Pendo Camargo               | 15     | 13 | 7  | 1 | 5  | 299 | 316 | -17 |
| 7                                                                   | Club Balonmano San Adrián      | 13     | 13 | 5  | 3 | 5  | 316 | 340 | -24 |
| 8                                                                   | Lagunak                        | 12     | 12 | 6  | 0 | 6  | 293 | 293 | 0   |
| 9                                                                   | Unizar Dominicos               | 11     | 12 | 5  | 1 | 6  | 277 | 302 | -25 |
| 10                                                                  | Loizaga Const. Castro-Urdiales | 9      | 13 | 4  | 1 | 8  | 289 | 319 | -30 |
| 11                                                                  | Schär Zaragoza                 | 7      | 13 | 2  | 3 | 8  | 281 | 327 | -46 |
| 12                                                                  | BM. Loyola                     | 6      | 13 | 3  | 0 | 10 | 262 | 314 | -52 |
| 13                                                                  | Omega Peripherals Basauri      | 5      | 12 | 2  | 1 | 9  | 282 | 343 | -61 |
| 14                                                                  | Gaurve Asesores Elgoibar       | 4      | 13 | 2  | 0 | 11 | 247 | 325 | -78 |
| Fuente: Federación Española de Balonmano (actualización automática) |                                |        |    |    |   |    |     |     |     |

### Grupo C
|                                                                     | Equipo                      | Puntos | J  | G | E | P  | GF  | GC  | DG  |
| ------------------------------------------------------------------- | --------------------------- | ------ | -- | - | - | -- | --- | --- | --- |
| 1                                                                   | Handbol Sant Quirze         | 20     | 12 | 9 | 2 | 1  | 332 | 260 | 72  |
| 2                                                                   | Handbol Sant Vicenç         | 20     | 13 | 9 | 2 | 2  | 354 | 287 | 67  |
| 3                                                                   | Joventut Handbol Mataró     | 19     | 12 | 9 | 1 | 2  | 347 | 301 | 46  |
| 4                                                                   | BM Castellón                | 16     | 10 | 8 | 0 | 2  | 270 | 223 | 47  |
| 5                                                                   | Cbm Femenino Elda Prestigio | 16     | 11 | 8 | 0 | 3  | 290 | 256 | 34  |
| 6                                                                   | Handbol Sant Joan Despí     | 14     | 12 | 5 | 4 | 3  | 321 | 301 | 20  |
| 7                                                                   | Grupo USA Handbol Mislata   | 13     | 13 | 6 | 1 | 6  | 347 | 340 | 7   |
| 8                                                                   | Avannubo BM la Roca         | 12     | 13 | 6 | 0 | 7  | 319 | 346 | -27 |
| 9                                                                   | Club Handbol Gavà           | 10     | 12 | 4 | 2 | 6  | 294 | 325 | -31 |
| 10                                                                  | BM Servigroup Benidorm      | 9      | 12 | 3 | 3 | 6  | 302 | 334 | -32 |
| 11                                                                  | OAR Gracia Sabadell         | 7      | 13 | 3 | 1 | 9  | 299 | 336 | -37 |
| 12                                                                  | Associació Lleidetana       | 6      | 13 | 3 | 0 | 10 | 323 | 400 | -77 |
| 13                                                                  | Club Almassora Balonmano    | 6      | 13 | 3 | 0 | 10 | 320 | 372 | -52 |
| 14                                                                  | CH Amposta                  | 4      | 13 | 2 | 0 | 11 | 296 | 333 | -37 |
| Fuente: Federación Española de Balonmano (actualización automática) |                             |        |    |   |   |    |     |     |     |

### Grupo D
|                                                                     | Equipo                                       | Puntos | J  | G  | E | P  | GF  | GC  | DG   |
| ------------------------------------------------------------------- | -------------------------------------------- | ------ | -- | -- | - | -- | --- | --- | ---- |
| 1                                                                   | Santagadea Sport BM Sanse                    | 24     | 13 | 12 | 0 | 1  | 423 | 315 | 108  |
| 2                                                                   | Vino Doña Berenguela BM. Bolaños             | 24     | 12 | 12 | 0 | 0  | 339 | 267 | 72   |
| 3                                                                   | Ikasa BM Madrid                              | 20     | 12 | 10 | 0 | 2  | 331 | 274 | 57   |
| 4                                                                   | Soliss BM Pozuelo de CVA                     | 18     | 13 | 9  | 0 | 4  | 375 | 313 | 62   |
| 5                                                                   | Senator Hoteles BM Roquetas Bahía de Almería | 15     | 13 | 7  | 1 | 5  | 311 | 300 | 11   |
| 6                                                                   | UCAM Balonmano Murcia                        | 14     | 13 | 7  | 0 | 6  | 344 | 304 | 40   |
| 7                                                                   | Rincón Fertilidad Málaga Norte               | 14     | 13 | 7  | 0 | 6  | 345 | 315 | 30   |
| 8                                                                   | Jesmon BM Leganés                            | 10     | 12 | 5  | 0 | 7  | 328 | 318 | 10   |
| 9                                                                   | Ikersa Urci Almería                          | 8      | 11 | 4  | 0 | 7  | 264 | 293 | -29  |
| 10                                                                  | Core Global BM Parla                         | 8      | 13 | 4  | 0 | 9  | 316 | 364 | -48  |
| 11                                                                  | Club Balonmano Getasur                       | 7      | 13 | 3  | 1 | 9  | 268 | 311 | -43  |
| 12                                                                  | Balonmano Universidad de Granada             | 7      | 11 | 2  | 3 | 6  | 236 | 287 | -51  |
| 13                                                                  | Fuengirola un Sol de Ciudad                  | 4      | 13 | 2  | 0 | 11 | 284 | 342 | -58  |
| 14                                                                  | Balonmano Base Villaverde                    | 1      | 12 | 0  | 1 | 11 | 233 | 394 | -161 |
| Fuente: Federación Española de Balonmano (actualización automática) |                                              |        |    |    |   |    |     |     |      |